# Mapanare
La mapanare (Bothrops atrox), també conegut com a jergó, macagua, pèl de gat, jaracacà groga o labaria, és una espècie de serp molt verinosa de la subfamília Crotalinae. És probablement la serp més temuda en l'Amèrica del Sud tropical, juntament amb la shushupe o berrugós (Lachesis muta). Es considera que és el rèptil americà que més morts causa. És molt agressiva i es pot trobar tant als boscos com als centres urbans.

## Característiques
Té una coloració variable, des de marró, passant pel verda oliva fins al gris. La seva longitud pot arribar fins als dos metres.

## Història natural
Aquesta serp s'alimenta principalment de petits mamífers, ocells, sargantanes i serps. Detecta als animals de sang calenta en percebre la seva calor corporal per mitjà d'un òrgan situat entre els ulls i el musell. Es camufla prop de camins a l'espera de les seves preses.

## Distribució geogràfica
Bothrops atrox viu a Guyana, Surinam, Guaiana Francesa, Veneçuela, Brasil, Colòmbia, E Equador, NE/E Perú, N Bolívia, Trinidad.